# Njemačka zajednica u Belgiji
Njemačka zajednica u Belgiji (Deutschsprachige Gemeinschaft Belgiens) je savezni entitet u Belgiji, koji je jedan od tri zajednice ove zemlje. Teritorij ove zajednice nalazi se na istoku Valonije u pokrajini Liège (Lüttich), okrug Verviers u kantonima Eupen i Sankt Vith.
Ovo je najmanji entitet (zajednica) u Belgiji prema površini i prema broju stanovnika.

## Zemljopis
Područje Njemačke zajednice na sjeveru se nalazi na tromeđi Belgije, Njemačke i Nizozemske, na istoku graniči također s Njemačkom, a na jugu s Luksemburgom.
Njemačka zajednica u Belgiji sastoji se od devet općina. To su:
| Općine Njemačke zajednice | - 1 - Eupen (glavni grad zajednice) - 2 - Kelmis - 3 - Lontzen - 4 - Raeren - 5 - Amel - 6 - Büllingen - 7 - Burg-Reuland - 8 - Bütgenbach - 9 - Sankt Vith |

Općine Malmedy i Weismes (fr. „Waimes“) pripadaju Francuskoj zajednici, te na potpadaju pod Njemačku zajednicu. Zbog zajedničke prošlosti često se neslužbeno devet općina njemačke zajednice i Malmedy i Weismes nazivaju „Istočna Belgija“, „Istočni kantoni“, „Eupen–Malmedy–St.-Vith“ ili „Eupen–Malmedy“.
Unutar Europske unije Njemačka zajednica je dio euroregije Meuse-Rajna i euroregije SaarLorLux.

## Povijest
Tzv. „Istočni kantoni“ koji uz općine ove zajednice uključuju i općine Malmedy i Weismes, bili su dio Rajnske pokrajine u tadašnjoj Pruskoj u Njemačkoj sve do 1920. godine. Tada su okruzi (Landkreise) Eupen i Malmedy pripojeni Belgiji prema Versajskom ugovoru, nakon poraza Njemačke u Prvom svjetskom ratu. Stanovništvo pripojenog područja koje se protivilo prihvaćanju belgijske nacionalnosti i koje je priželjkivalo ponovno pripojenje Njemačkoj, bilo je prisiljeno na registraciju.
Sredinom 1920-ih, postojali su tajni pregovori između Belgije i Njemačke o prodaji pripojenog područja, kako bi se popravila financijska situacija u Belgiji. U pregovorima je spomenuta cijena od 200 milijuna maraka u zlatu. Nakon francuske intervencije ovi pregovori su otkazani.
Ovo područje, kao i cijelu Belgiju, ponovno je okupirala Njemačka u Drugom svjetskom ratu. Istočni kantoni vraćeni su u sastav Njemačke. Stanovništvo je najvećim dijelom odobravalo ovo pripojenje. Nakon poraza Njemačke 1945., kantone ponovno pripaja Belgija. Zbog suradnje s nacistima belgijske vlasti provode degermanizaciju ovog područja.
Početkom 1960-ih, Belgija biva podijeljena u četiri jezična područja, nizozemsko, francusko, dvojezično u Bruxellesu, te njemačko u istočnim kantonima. Godine 1973., osnovane su tri zajednice i tri regije sa znatnom autonomijom. Tada je osnovan i Parlament Njemačke zajednice (Rat der Deutschsprachigen Gemeinschaft). Danas Njemačka zajednica uživa znatnu razinu autonomije, pogotovo u pogledu kulture i jezika, ali je i dalje dio Valonije. Zadnjih nekoliko godina u Belgiji se vode rasprave o izdvajanju Njemačke zajednice iz Valonije i osnivanju posebne njemačke regije u Belgiji. Jedan od najžešćih zagovornika potpune regionalne autonomije je ministar predsjednik Njemačke zajednice Karl-Heinz Lambertz.

## Stanovništvo
1. siječnja 2010. u Njemačkoj zajednici živjelo je 75.222 stanovnik (84,9 stan./km²). 60 % stanovništva živjelo je u kantonu Eupen (sjeverni dio), a 40 % u kantonu St. Vith (južni dio).
Odnos gustoće stanovnika između dva kantona vrlo je različit:
- kanton Eupen: 190,4 stan./km²
- kanton St. Vith: 46,3 stan./km²

Od oko 75.000 stanovnika, 18,4 % čine stranci (većinom njemačkog podrijetla). 89 % stranaca živi u kantonu Eupen.
U Njemačkoj zajednici zaposleno je oko 21.000 osoba. Stopa nezaposlenosti od 8,3 % je jedna od najnižih u Valoniji.

### Jezik
Stanovništvo većinom koristi standardni njemački jezik u upravu, školstvu, crkvi, te u međusobnim odnosima. Uz standardni njemački koriste se i dva njemačka dijalekta:
- kanton Eupen: donjofrankonski i ripuarski
- kanton St. Vith: mozelski frankonski i ripuarski

Najznačajnija jezična manjina, koja se nalazi na sjeveru općina Kelmis, Lontzen i Eupen, govori francuski.

### Religija
Stanovništvo je najvećim dijelom rimokatoličke vjeroispovijesti. Područje je podijeljeno u tri dekanata s 32 župe, koje su dio biskupije u Liègeu. Također ovdje postoji i manja protestantska zajednica.

## Politika
Kao i ostale zajednice u Belgiji, i njemačka ima autonomiju u područjima obrazovanja, kulture, zdravstva, pomoći osobama, te u upotrebi vlastitog jezika kao službenog u upravi i u drugim područjima. I jedan zastupnik Europskog parlamenta (od 22 belgijska) bira se na području Njemačke zajednice. Osim toga, zajednica ima i vlastiti javni RTV-servis na njemačkom jeziku, BRF (Belgischer Rundfunk) koji emitira jedan televizijski i tri radio kanala.
Autonomija Njemačke zajednice u Belgiji isticana je kao primjer željene vrste konstitutivnosti i autonomije bosanskohercegovačkih Hrvata.

### Zakonodavna vlast
Zakonodavno tijelo je od 1984. Parlament Njemačke zajednice (Parlament der Deutschsprachigen Gemeinschaft) koji se sastoji od 25 zastupnika koji se biraju glasovanjem na mandat od pet godina. U trenutnom mandatu od 2004. do 2009. stranke i zastupnici u parlamentu su:
| Stranka | Stranka                                             | Z. mjesta |
| ------- | --------------------------------------------------- | --------- |
|         | Kršćansko-socijalna stranka (CSP)                   | 8         |
| •       | Stranka za slobodu i napredak (PFF)                 | 5         |
| •       | Socijalistička partija (SP)                         | 5         |
| •       | Stranka germanofonih Belgijanaca i Juropa (PJU-PDB) | 3         |
|         | Ecolo                                               | 2         |
|         | Vivant                                              | 2         |
| Ukupno  | Ukupno                                              | 25        |

Stranke koje su trenutno na vlasti označene su točkom (•)
Parlament Njemačke zajednice daje jednog senatora koji predstavlja Njemačku zajednicu na saveznoj razini.

### Izvršna vlast
Izvršnu vlast čini vlada Njemačke zajednice. Trenutno se ona sastoji od koalicije PFF-a, SP-a i PJU-PDB-a). Vlada se sastoji od četiri ministra:
- Karl-Heinz Lambertz (SP): ministar predsjednik (premijer), financije, unutarnji poslovi i vanjski odnosi.
- Bernd Gentges (PFF): socijalni poslovi i zaposlenost.
- Oliver Paasch (PJU-PDB): obrazovanje
- Isabelle Weykmans (PFF): kultura, mladi, mediji.

Ministri predsjednici
| Ime                 | Početak mandata    | Kraj mandata       | Stranka |
| ------------------- | ------------------ | ------------------ | ------- |
| Bruno Fagnoul       | 30. siječnja 1984. | 11. studenog 1986. | PFF     |
| Joseph Maraite      | 11. studenog 1986. | 6. srpnja 1999.    | CSP     |
| Karl-Heinz Lambertz | 6. srpnja 1999.    | danas              | PS      |

## Vanjske poveznice
- (njem.)(nizoz.)(fr.)(engl.)Službena stranica Njemačke zajednice
- (njem.)(nizoz.)(fr.)(engl.)Parlament Njemačke zajednice